# Tresckow (Pennsylvanie)
Pour les articles homonymes, voir Tresckow.
Tresckow est une census-designated place située dans le comté de Carbon, dans l’État de Pennsylvanie, aux États-Unis. Lors du recensement de 2020, elle compte 849 habitants.